# هانس فون روزين
هانس فون روزين (بالسويدية: Hans von Rosen)‏ هو فارس سباق وكاتب سويدي، ولد في 8 أغسطس 1888 في  في السويد، وتوفي في 2 سبتمبر 1952 في نورشوبينغ في السويد.

## وصلات خارجية
- هانس فون روزين على موقع الاتحاد الدولي للفروسية (الإنجليزية)
- هانس فون روزين على موقع FEI (رابط بديل) (الإنجليزية)
- هانس فون روزين على موقع اللجنة الأولمبية الدولية (الإنجليزية)
- هانس فون روزين على موقع أوليمبيديا (الإنجليزية)
- هانس فون روزين على موقع اللجنة الأولمبية السويدية (السويدية)